# 未来研スタジオ
未来研スタジオ（みらいけんスタジオ、MIRAIKEN studio）は、バンダイナムコエンターテインメント本社4階のバンダイナムコ未来研究所にある自社スタジオ。

## 概要
2021年5月26日、xR技術およびリアルタイムモーションキャプチャを完備させ、高画質で巨大なLEDディスプレイ4面ステージを常設させた、バンダイナムコエンターテインメントによる次世代のエンターテインメントを創造・発信する拠点を本社内にあるバンダイナムコ未来研究所にてオープンした。
このスタジオのオープンを記念し、初日に「MIRAIKEN studio Opening Ceremony」を開催した。MCはヒャダインと金澤朋子（Juice=Juice）、出演アーティストはSUGIZO、天海春香（アイドルマスターシリーズ）、mplusplus、KITE、MADOKA、ゲストは宮河恭夫（バンダイナムコエンターテインメント代表取締役社長）。このセレモニーでは、xR技術を用いて、実際の宇宙映像と『機動戦士ガンダム』と融合した映像を背景にしたSUGIZOの演奏、AR技術を用いたヒャダインと金澤、春香の共演する映像が配信された。
このスタジオは、コロナ禍による影響からエンターテインメントの重要性やIP（知的財産権）をきっかけとして生まれるコミュニティの力を再確認し、オンラインエンターテインメントを強化していく必要性を認識したことからオープンしたという。
「A studio」と「B studio」の2つで構成されたスタジオとなっている。「A studio」は壁と床の4面全てがLEDで囲まれており、壁面は4K対応の高精細2.6mmピッチLEDを用いることによってゲーム動画等の映像資産を美麗に映し出せるようになっている。また、バンダイナムコエンターテインメントが運営するバーチャル空間やゲームやライブ素材等と合成および拡張する「LEDxR」といったシステムを掛け合わせることによって、バーチャル空間内にて現実世界の演者が入り込む演出が可能となっており、これによって演者や顧客が離れた場所からでもバーチャル空間にて感情を共有可能なものとなっている。LEDディスプレイ4面は、壁面3面が横5.5m、縦3.0m、2.6mmピッチであり、床面は横12.8m、奥行5.5m、4.0mmピッチ、総面積107㎡となっている。
このスタジオは、バンダイナムコグループに所属する企業のみ使用可能であるが、『暴太郎戦隊ドンブラザーズ』（テレビ朝日・東映制作、番組オープニングで使用）のように同グループがメインスポンサーを務める外部企業制作番組で使用される場合もある。